# Asz-Szahta
Asz-Szahta (arab. الشحطة) – wieś w Syrii, w muhafazie Hama. W 2004 roku liczyła 454 mieszkańców.